# Copa de los Ptolomeos
La Copa de los Ptolomeos (en francés: Coupe des Ptolémées), también conocida como la Copa de San Denis, es una copa de camafeo de ónix con dos asas, o kantharos. La copa, decorada con viñetas y emblemas dionisíacos, fue tallada en algún momento de la Antigüedad Clásica, probablemente en Alejandría. Eventualmente, encontró su camino en el tesoro del reino francés, antes de ser donado a la abadía de St. Denis. Durante la Edad Media, se usó como un cáliz cristiano, y se le añadieron suntuosas monturas con inscripciones en latín. En 1804, el cáliz fue robado, y los soportes se perdieron, aunque el cáliz fue recuperado. Ahora se encuentra en el Cabinet des Médailles de la Bibliothèque Nationale de France, en París.

## Descripción
La copa camafeo de dos asas, es una de las obras maestras reconocidas entre las tallas de piedra dura de la antigüedad clásica, fue tallada en ónice y mide 8,4 cm de alto con un diámetro de 12,5 cm. Se encuentra cubierta de viñetas dionisíacas que presentan máscaras, jarrones, animales sagrados y guirnaldas: símbolos del culto mismo.
Lo que hoy en día se considera el frente (anverso) de la obra representa seis máscaras que rodean un anclabris o mesa. El anclabris está representado como si estuviera hecho de mármol, y dos esfinges —seres que sirven como representaciones alegóricas de los misterios de la religión dionisíaca— sostienen la mesa. En el anclabris se encuentra una pequeña estatua de Hermes, junto a la cual cuelga una máscara con tubos. Sobre esta máscara puede muy bien estar el cuervo de Apolo. En el lado izquierdo de la mesa, se ve una cabra descansando en el suelo, rodeada por los símbolos del culto. Finalmente, a la derecha de este anverso de la obra se encuentra una cesta de mimbre, de la que emerge una serpiente; este motivo de cesta se encuentra a menudo en las obras de arte dionisíacas, y parece ser que era un objeto de gran importancia para la religión.
En la parte superior izquierda de lo que hoy se considera la parte trasera (reverso) de la vasija, se puede ver la máscara del dios Pan en el árbol. Abajo, una cabra está alcanzando las uvas maduras. Detrás de la cabra se encuentra la fruta y una mesa, probablemente un anclabris con cinco vasos ceremoniales en la parte superior. En el lado izquierdo de la mesa hay una pequeña figura femenina, cuyas antorchas encendidas representan las festividades y las orgías asociadas a los ritos del culto. Frédéric de Clarac argumentó que las estatuas podrían muy bien simbolizar a Telete o a Ceres, dos deidades a menudo asociadas con Dioniso. Sobre la mesa hay un tapiz y dos máscaras de bacante. A la derecha, en un manzano, se puede ver otra máscara de Pan, y otras dos máscaras están presentes en la parte inferior, frente a la mesa.
Parece que los orígenes paganos de la embarcación se pasaron por alto cuando se convirtió en un cáliz cristiano durante la Edad Media. La clasicista Erika Zwierlein-Diehl señaló que muchas descripciones de la copa omitían la naturaleza dionisíaca de las tallas e imágenes, simplemente observando que la copa estaba grabada con «árboles, cabezas, animales y pájaros». Esta pérdida —posiblemente intencional— de comprensión iconográfica, también conocida como «anulación del nombre», parece haber sido una forma de reutilizar los artefactos paganos para fines cristianos.

## Historia

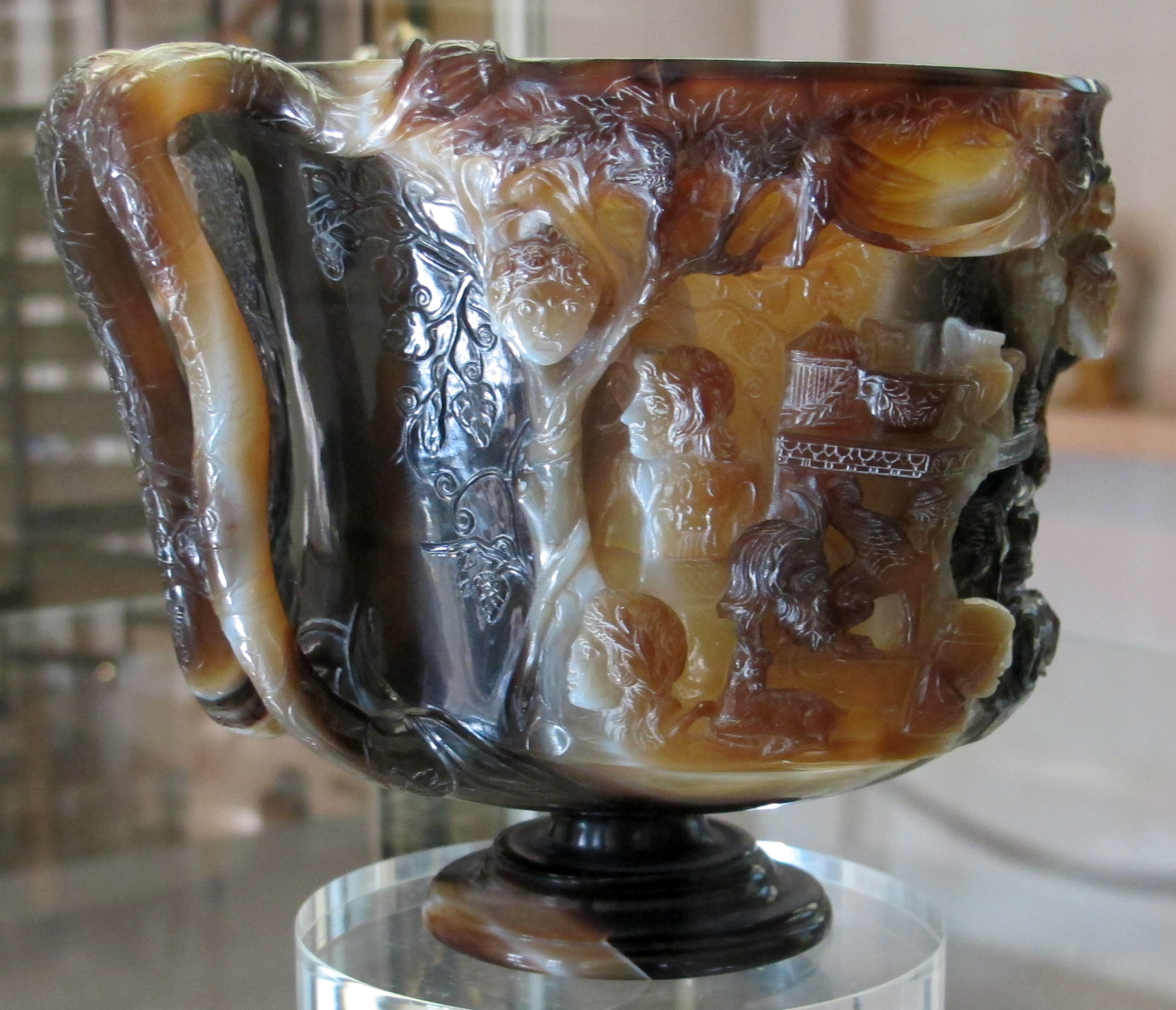
Una vista oblicua del frente.

La copa probablemente fue hecha en Alejandría, Egipto. Una vez se pensó que se remontaba al período helenístico, c. 250 a. C., pero ahora se considera que data del siglo I d. C.. Su supuesta conexión con la dinastía ptolemaica se remonta a 1644, cuando el historiador Jean Tristan de Saint-Amant argumentó que el jarrón fue hecho para las procesiones funerarias de Ptolomeo II, que gobernó el Reino Ptolomeico de Egipto desde 285 hasta 246 a. C. Más tarde, el erudito E. Babelon propuso la idea más general de que la copa había sido tallada durante «la época de los Ptolomeos», una amplia gama que va desde el 305 al 30 a. C.. Sin embargo, no hay evidencia particular de esto, y otros eruditos, como John Henry Middleton o Martin Conway, sugieren que la copa fue tallada más tarde, durante el primer o segundo siglo d. C. por los romanos. Determinar la fecha exacta de la copa ha sido problemático en gran parte porque las piezas similares son raras, haciendo difícil cualquier comparación posible.
La historia exacta de la copa es en gran parte desconocida, aunque Conway sugiere que la copa probablemente perteneció al Emperador del Sacro Imperio Romano Germánico Carlomagno antes de ser transmitida por los reyes franceses, uno de los cuales finalmente la donó a la basílica de Saint Denis. La copa se usaba ocasionalmente como cáliz para el vino de la comunión y figuraba en la coronación del monarca francés, en la que, según S. G. Millet citado por Conway, las reinas tomaban «la ablución de este cáliz, después de la santa Eucaristía». En 1634, se estimó que la copa tenía un valor de alrededor de 25.000 libras, con los adornos de oro y con incrustaciones de gemas valorados en 1.200 libras. Hasta septiembre de 1791 formó parte del tesoro de la Basílica de Saint-Denis. Fue robada en 1804, aunque luego se recuperó sin sus monturas cuando los ladrones fueron detenidos en los Países Bajos. La copa está ahora en el Cabinet des Médailles en la Bibliothèque Nationale de France en París.

## Monturas del cáliz

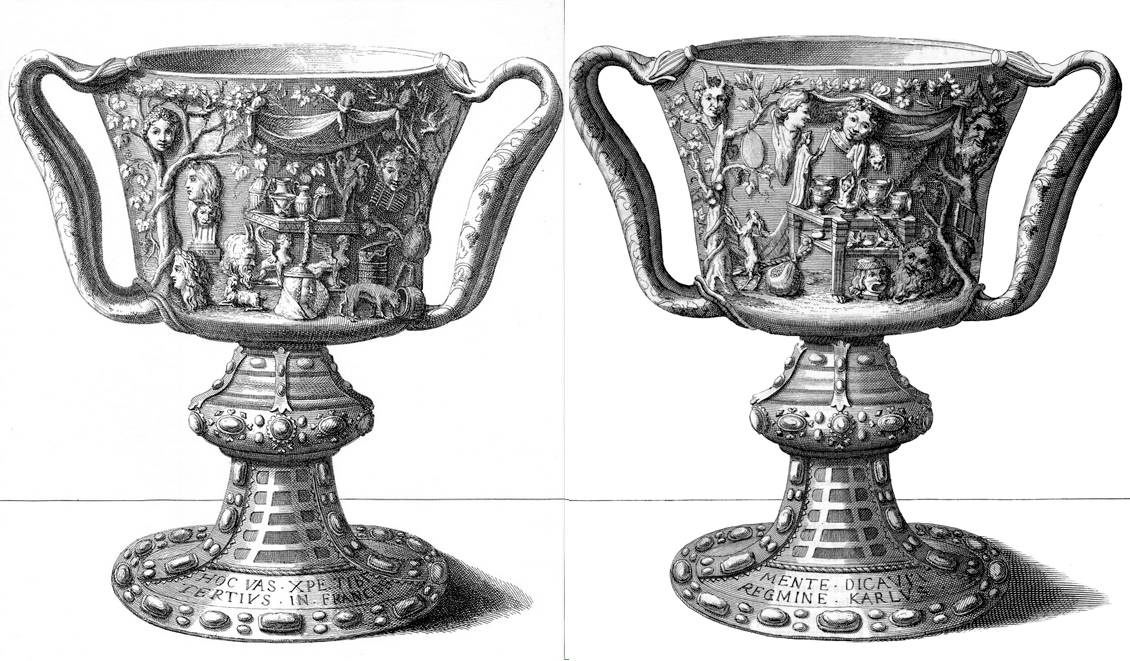
Grabados del frente y el reverso de la copa hechos por Michel Félibien en 1706, donde se representan las monturas y las inscripciones latinas.

En algún momento del período carolingio, se construyó una base «en forma de cono truncado» para que la vasija pareciera más un cáliz tradicional, y el pomo de la copa estaba «parcialmente cubierto de orfebrería de cloisonné». Más tarde, en el siglo XII, el abad Suger de San Dionisio — en el cargo desde 1122-1151— probablemente embelleció el cáliz, agregando una orfebrería que ensanchó su fondo. Después de que el cáliz fue recuperado en el siglo XIX, le faltaban sus monturas, que probablemente fueron fundidas por sus materiales preciosos. Las monturas únicamente se conocen a través de un grabado de Michel Félibien que fue hecho en 1706.
Suger sugirió que también se añadió una inscripción latina de dos líneas en el monte del cáliz, conocida por el grabado hecho por Félibien, que dice: hoc vas Xpe tibi [devota] mente dicavit tertius in Francos [sublimis] regmine Karlus. Esta leyenda significa: «Con su espíritu, este jarrón fue dedicado a ti, Cristo, por Carlos, el tercero del reino de los francos». La mayoría de los eruditos coinciden en que esta inscripción la relaciona con Carlos el Calvo, que gobernó el oeste de Francia desde el año 840 al 77 d. C. Otros piensan que se refiere al Carlomagno que gobernó Francia entre 768-814, o a Carlos el Simple que también gobernó el oeste de Francia entre los años 919-923 a. C. aunque estas sugerencias parecen improbables.